# A becsület lovagjai
A becsület lovagjai (eredeti angol címén: Outcast, kínai címén: 白幽灵传奇之绝命逃亡 ’A Fehér Szellem legendája: A menekülés’) 2014-es kanadai–francia–kínai akciófilm az elsőfilmes Nick Powell rendezésében, Nicolas Cage, Hayden Christensen, Liu Ji-fej (Liu Yifei) és Andy On főszereplésével. Producerei Jeremy Bolt, Alan Zhang, Jeremy Bolt, Karine Martin és Léonard Glowinski; a forgatókönyvet James Dormer írta, a filmzenét Guillaume Roussel szerezte.
A filmet 2014. szeptember 26-án mutatták volna be a kínai közönségnek, azonban bemutatóját mindössze egy nappal a kitűzött dátum előtt váratlanul elhalasztották. Végül az Amerikai Egyesült Államokban 2015. február 6-án, Kínában április 3-án került a mozikba.
A kritikusoktól kedvezőtlen visszajelzéseket kapott, elsősorban a cselekményt és a színészi játékot marasztalták el.

## Cselekmény
Jacob lovag és mentora, Gallain a keresztes háborúk egyik csatájában vesznek részt, ellenséges várost ostromolnak a Közel-Keleten. A gyilkolásba és fosztogatásba fajuló küzdelmet látván a kiábrándult Gallain megpróbálja rádöbbenteni Jacobot a vérengzés értelmetlenségére.
A Távol-Kelet haldokló királya kisebbik fiát, Csaót (Zhaót) nevezi meg utódjául idősebbik fia, a neves hadvezér Sing (Shing) helyett. Az uralkodó leánya, Lien (Lian) gondjaira bízza a fiatal herceget és a trónöröklést biztosító királyi pecsétet. A trónra vágyó Sing (Shing) dühében megöli édesapját, majd menekülőfélben lévő testvérei után küldi a királyi fekete őrséget. Lien (Lian) és Csao (Zhao) egy fogadóban akarnak lovakat és kíséretet szerezni. A fekete őrség utoléri őket, de a fogadó egyik vendége, az iszákos és ópiumfüggő Jacob megmenti a testvéreket. Noha az egykori lovag nem szívesen folyik bele a konfliktusba, a keresztes háborúk ártatlan áldozataira emlékezve beleegyezik, hogy elkíséri a hercegnőt és a herceget. Útjuk keresztülvezet egy, a fekete őrség által feldúlt falun – itt hármasukhoz csatlakozik a helybéli Hsziao-li (Xiaoli) –, később a sivatagot kell átszelniük, ezért csatlakoznak egy karavánhoz.
Miután a karaván vezetője a kitűzött vérdíj reményében elárulja őket a fekete őrségnek, az útitársak a hegyekbe menekülnek; itt a Fehér Szellem néven ismert bandita és csapata megmenti őket üldözőiktől. A Fehér Szellem nem más, mint a háborúból kiábrándult és Keleten menedéket kereső Gallain. Mialatt Jacobnak az előző összecsapásban szerzett sérülései gyógyulnak, a két volt bajtárs megbeszéli a keresztes hadjárat óta meglévő sérelmeiket.
A fekete őrség és Sing (Shing) rábukkan a banditák rejtekhelyére; az ezt követő támadásban legyőzik a rablóbanda tagjait, és a hősies küzdelemben Gallain is életét veszti. Sing (Shing) párbajra hívja Jacobot: súlyosan megsebesíti, ám mielőtt megölhetné, Lien (Lian) a lovag életét féltve megkísérli megölni bátyját, mire az leszúrja. Jacob elkeseredett dühében felülkerekedik Singen (Shingen) és végez vele. A fekete őrség katonái és parancsnokuk, Peng kapitány ezt látván térdre borulnak Csao (Zhao) előtt, és hűséget fogadnak új királyuknak.
Jacob és Lien (Lian) egyaránt túlélték sérülésüket. A királyi testvérek a fekete őrség élén bevonulnak a városba, ahol a hadsereg maradék része is elismeri Csaót (Zhaót) uralkodónak. Jacob nem tart velük: a hegyen eltemeti Gallaint, fejfaként saját lovagkardját használva, majd útra kel az ismeretlenbe.

## Szereplők
| Szereplő           | Színész                               | Magyar hang   |
| ------------------ | ------------------------------------- | ------------- |
| Jacob              | Hayden Christensen                    | Moser Károly  |
| Gallain            | Nicolas Cage                          | Csankó Zoltán |
| Lien (Lian)        | Liu Ji-fej (Liu Yifei)                |               |
| Sing (Shing)       | Andy On                               |               |
| Hsziao-li (Xiaoli) | Coco Vang Csin-han (Coco Wang Jinhan) |               |
| Csao (Zhao)        | Bill Szu Csia-hang (Bill Su Jiahang)  | Ács Balázs    |
| Peng kapitány      | Byron Lawson                          |               |
| Mej (Mei)          | Jike Junyi                            |               |
| Anika              | Anoja Dias Bolt                       |               |

## Gyártás és forgatás
James Dormer forgatókönyvíró 2003 óta dolgozott a történeten, melyet eredetileg Nagy-Britanniában játszódó spagettiwesternnek szánt, ám a végleges változatra a műfaj és a helyszín is módosult, utóbbi a közel-keleti nyitójelenetet és néhány visszaemlékezést leszámítva teljes egészében a 12. századi Távol-Keletre tevődött át. A produkció Az utolsó háború kínai munkacímet viselte.
A filmen az Arclight Films alá tartozó, az ázsiai piacra fókuszáló Easternlight Films és a kínai Yunnan Film Group működött közre. A becsület lovagjai forgatásának megkezdését a Yunnan Film Group jelentette be 2012. november 15-én Pekingben; a hivatalos eseményen a cég elnöke mellett Hayden Christensen és Nick Powell rendező is részt vett. Powell két évvel korábban csatlakozott a projekthez, miután Jeremy Bolt producer megmutatta neki a forgatókönyv vázlatát. A rendező azt nyilatkozta, hogy túlnyomó részt helyiekből álló stábbal tervez dolgozni, és a forgatáshoz csak néhány kanadai segítségét venné igénybe. Powell november 18-án egyhetes utazásra indult a kínai Jünnan (Yunnan) tartományba forgatási helyszíneket keresni. Cage és Christensen 2013 áprilisában csatlakoztak a Jünnanban (Yunnanban) forgató stábhoz. Jünnanon (Yunnanon) kívül Hopej (Hebei) tartományban, Pekingben és Tiencsinben (Tianjinben) is vettek fel jeleneteket.
Annak ellenére, hogy a filmben mindenki, még a kínai szereplők is angol nyelven szólalnak meg, az alkotás a kínai jogszabályok szerint koprodukciónak minősült.
A filmet az eredeti elképzelések szerint 2013 novemberében mutatták volna be, egyazon napon az Egyesült Államokban és Kínában. Később 2014. szeptember 26-ára tűzték ki a film mozikba kerülését, azonban mindössze huszonnégy órával a céldátumot megelőzően a Yunnan Film Group a film bemutatásának elhalasztásáról értesítette a forgalmazó Huaxi Filmet. Észak-Amerikában az Entertainment One cég forgalmazta a filmet: 2015. február 6-án, korlátozott számú filmszínházban tűzték műsorra. Kínában csaknem két hónappal később, április 3-án kezdték vetíteni.

## Fogadtatás

### Bevétel
A becsület lovagjai gyártási költségeiről nem tettek közzé hivatalos információt; a becslések szerint 25 millió dollár lehetett a film költségvetése. Ehhez képest a film körülbelül 5 millió dolláros bevételt termelt csak. A Yunnan Film Group elnöke a Sina Entertainment nevű kínai internetes portálnak adott interjújában azt nyilatkozta, a produkció körülbelül 100 millió jüanos veszteséget jelentett vállalatának.

### Kritikai visszhang
A Rotten Tomatoes oldal szerint, mely a filmre írt reakciókat összesíti, A becsület lovagjai huszonkét kritikájának csupán 5%-a volt pozitív. A Metacriticen a film 33 pontot kapott a kritikusoktól, ezzel „általában nem kedvelt” besorolású lett.
Glenn Kenny a RogerEbert.comtól „élettelennek” találta Christensen játékát, és mindössze egyetlen csillagot adott a produkciónak. Jeannette Catsoulis a The New York Times-tól élesen bírálta Christensen alakítását és a klisékkel teli cselekményt, elismeréssel szólt ugyanakkor Joel Ransom operatőri munkájáról. Gary Goldstein, a Los Angeles Times újságírója „jelentéktelennek” nevezte a filmet, de dicsérte a látványvilágot és a vágást. Fred Hawson az ABS-CBN News-tól úgy találta, hogy Christensen „aluljátszotta”, míg Cage túljátszotta a szerepét, a kínai színészekről azonban elismerően beszélt. A New York Daily News számára író Elizabeth Weitzman ötből két csillagot adott A becsület lovagjainak: szóvá tette a történelmi pontosság és a „kreatív részletek” hiányát, ugyanakkor nem találta egyértelműen rossznak Christensen és Cage színészi alakítását.